# 郡上一揆 (映画)
『郡上一揆』（ぐじょういっき）は、2000年公開の日本映画。1964年に岐阜市にある劇団はぐるまのこばやしひろしが作った戯曲『郡上の立百姓』を原作とし、江戸時代宝暦年間に郡上藩で起こった大規模な百姓一揆である郡上一揆を、一揆に参加した農民の側から描いている。

## あらすじ

### 検見取お断り
美濃の郡上藩領に夏が訪れようとしていた宝暦4年（1754年）5月、山紫水明に恵まれた平和な山間の村々を揺るがす大ニュースが伝えられた。今年からこれまで郡上藩で採用されていた毎年定額の年貢を納める定免法から、収穫高によって年貢高を決める「検見取り」に変更するという。
郡上藩主の金森頼錦はぜいたくな暮らしを好み、幕閣中枢に対しての接待も繰り返し行っていた。このため郡上藩の財政は火の車となり、最近ではあれやこれやの口実を設けては農民たちから税金をむしりとっていた。そんな郡上藩が行う年貢徴収法の変更は増税となること必至であった。
郡上藩領の農民たちは立ち上がった。約3000人の農民が郡上八幡城の御蔵会所に殺到し、「検見取お断り」の強訴を行った。大勢の農民たちの強訴を前にして藩側は妥協を余儀なくされた。国家老は検見取お断りの願いを聞き届ける旨のお墨付きを農民たちに示し、事態を収めた。
そして農民たちの要求が聞き届けられた同じ日、郡上一揆で中心的な活躍をすることになる定次郎は父親となった。

### 検見取の巻き返しと江戸藩邸への直訴
一年後、事態は急変した。幕領の笠松陣屋から郡上領内の庄屋全員の呼び出しがかかった。笠松陣屋に出向いた庄屋らは、代官から検見法受け入れを強要された。あくまでも検見法を押し付ける強い意志を知った農民たちは、涙を飲んで検見法を受け入れるか、それとも抵抗するかの決断を迫られた。
農民たちは江戸の郡上藩邸に直訴することに決めた。切立村の喜四郎らと並び、子どもが生まれたばかりの定次郎も直訴のために江戸へと向かった。喜四郎や定次郎らを送った後の郡上は、歩岐島村の四郎左衛門らがしっかりと固めていた。
江戸の藩邸では農民たちの動きに対する対策が練られていた。とりあえず訴状を受理し、時間稼ぎをする間に国元で検見法を強行使用という策であった。藩邸に出された農民たちの訴状が受理され、定次郎らが藩側からの回答を待っている間に、国元から検見法の強行がなされようとしているとの便りが届く、しかもそんな中、江戸で藩邸に直訴した農民たちの間に仲間割れも発生した。
そのような時、郡上藩側が藩邸に直訴した農民たちの監禁を強行した。藩側の捕縛をなんとか逃れることが出来た定次郎と喜四郎は、死を覚悟して公儀への直訴を行う決意を固めた。

### 駕籠訴決行
江戸金森藩邸に直訴した農民たちの監禁を強行した郡上藩は、郡上でも検見取を強行し、反対する農民たちを片っ端から投獄していった。藩側の激しい弾圧によって一揆勢から脱落する農民が相次ぎ、農民たちの間でも一揆を続け検見取をあくまで拒む立者と、一揆から脱落し藩側に立つ寝者とに分断されてしまった。
一揆勢は歩岐島村の四郎左衛門らを中心に策を練り直し、やはり公儀への直訴を行う決意を固め、改めて直訴を行うために農民たちが郡上から江戸へと向かった。
藩側の拘束を逃れた定次郎と喜四郎、そして新たに江戸へと向かった農民たちの中から四名の計六名は、直訴状を携え酒井老中の江戸城登城を待った。早足で通り過ぎる酒井老中の行列に六名の郡上農民が必死に追いすがり、酒井老中を護衛する武士たちに投げ飛ばされたり蹴飛ばされながら、定次郎の必死の訴えが響き渡る。その時、老中の駕籠が停まった。訴状は酒井老中の手に渡されたのだ。
老中への直訴が行われたことを聞きつけた藩主の金森頼錦は狼狽した。一揆の件で吟味が行われれば自分たちにも火の粉が降りかかってこないとも限らない。金森頼錦は吟味を担当する町奉行の依田和泉守に手を廻すよう指示した。依田町奉行はこの事件を追及すれば大事になりかねないと判断し、うやむやに済ます方針を固めた。
そうとも知らぬ定次郎と喜四郎らは、町奉行から判決が下る日を待ち続けた。数ヶ月が経ち、定次郎ら直訴を行った農民たちは依田町奉行から「郡上にて村預けとする」との言い渡しを受けた。命を捨てる覚悟で老中への直訴を決行し、郡上には二度と戻れないと思っていたものが郡上での村預けとの裁定、しかし肝心の年貢徴収法については裁きが出ていない。
その晩、定次郎は荒れた。肝心の検見取取り止めを勝ち取ることなくどうしておめおめ郡上へと戻れようか。ここは幕府の命に従って郡上に戻るべきと喜四郎は定次郎を説き伏せようとするが、あくまで納得しようとしない定次郎と殴り合いになる。殴り合っている両者を他の仲間たちが割って入った。

### 歩岐島騒動
駕籠訴人らは足軽の護衛に囲まれながら郡上へと護送された。郡上では大勢の農民たちが定次郎ら駕籠訴人らの帰還を出迎えた。しかしせっかく郡上に戻ってきた駕籠訴人らは庄屋の納屋に幽閉された。
数ヵ月後、駕籠訴人らは庄屋の納屋から解放され家に戻ることを許された。村を出さえしなければこれまで通りの生活が出来るという。定次郎も家に戻り家族らとの再会を果たした。
四郎左衛門ら一揆の指導者たちは、農民たちから献金を募り活動資金とすることにしていた。大金を集めることに成功し、更に結束を強める一揆勢。しかしその様子を反一揆派の寝者がこっそり窺っていた。寝者は藩に密告し、藩は足軽たちに四郎左衛門の家を急襲させ、金と一揆勢の名を記した帳面を奪い取った。しかし急を聞いて大勢の農民たちが四郎左衛門の家に駆けつけてきた。そのような中、50-60名の足軽たちがやって来た。大勢の農民たちと足軽たちは乱闘となり、足軽たちは抜刀して農民たちに襲い掛かる。農民たちは石を投げ抵抗する。
騒乱の最中、村預けの身であった定次郎は農民たちによって山深い場所の小屋に案内された。混乱の中、定次郎に万一のことがあってはならないとの配慮であった。小屋には喜四郎が先に来ていた。今後の策を話し合う定次郎と喜四郎。二人は将軍が直接訴状を確認する目安箱への箱訴を行う決意を固める。箱訴を決行する以上今度こそ命は無いだろう。妻かよとの最後の別れを行い、定次郎は雪深い郡上を喜四郎らとともに後にした。

### 箱訴、そして過酷な取調べ
江戸に到着した定次郎と喜四郎は仲間たちと目安箱への箱訴について相談する。村預けの身であった定次郎と喜四郎が箱訴人となっても訴状の受理はおぼつかない。他の仲間たちが死罪になることを恐れず、結束して箱訴人になることとした。
幕府評定所前に据えられた目安箱に六名の箱訴人が訴状を投函する。訴状は受理され、大規模な裁判が行われることになった。郡上一揆は幕閣中枢を巻き込む大事件へと発展した。そして箱訴の成功を見届けた定次郎と喜四郎は揃って自首し、入牢した。
定次郎と喜四郎には容赦の無い取調べが待っていた。喜四郎は厳しい取調べに耐え切れず力尽きた。牢内は郡上農民で溢れていたが、皆、厳しい取調べによって傷つき、疲れ果てていた。その後も「公儀を恐れず」と発言した定次郎に対して、容赦の無い取調べが続いた。そして定次郎の父、助左衛門も郡上から連行されてきた。牢越しに声を掛け合う親子であったが、助左衛門は牢内で死ぬことになる。

### 判決言い渡しと獄門
宝暦8年（1758年）12月、老中らが列席する中、評定所の判決言い渡しがなされた。判決言い渡しの前、取調べを担当した与力が定次郎らに囁いた。
「冥土の土産に聞かせてやる。金森殿はご領地召し上げ、南部藩に永くお預け仰せつかった…」
与力の言葉を聞く皆の目に涙が光った。
「…金森様はお家お取り潰しじゃて、わしんたが勝ったんじゃ!」
判決は定次郎、四郎左衛門らが郡上にて獄門、その他駕籠訴、箱訴に関わった農民たちが死罪。判決言い渡しを聞いた定次郎たちはさっそく刑場に引かれ、首を刎ねられる。
定次郎の首は首桶に入れられ、郡上へと向かった。郡上の刑場に曝された定次郎らの首を、大勢の農民たちの唱える念仏の声の中、妻のかよ、一人娘のきよが見守っていた。

## キャスト
- 定次郎 - 緒形直人
- かよ - 岩崎ひろみ
- 喜四郎 - 古田新太
- 孫兵衛 - 永島敏行
- 四郎左衛門 - 林隆三
- 助左衛門 - 加藤剛
- 平右衛門 - 前田吟
- 善右衛門 - 山本圭
- 秩父屋半七 - 篠田三郎
- たつ - 林美智子
- つる - 日色ともゑ
- はる - 須藤温子
- 清兵衛 - 犬塚弘
- 伊藤弥一郎 - 平泉成
- 七右衛門 - 樋浦勉
- 増右衛門 - 並樹史朗
- 喜平治 - 鈴木浩介
- 由蔵 - 岡野進一郎
- 弁次郎 - 有薗芳記
- 治右衛門 - 浜田晃
- 伝兵衛 - 平尾仁
- 太郎右衛門 - 井上智之
- 吉右衛門 - 筒井巧
- 三郎右衛門 - 出光秀一郎
- 善左衛門 - 中野誠也
- 佐吉 - 安藤一夫
- 本多長門守 - 山下洵一郎
- 酒井左衛門尉 - 伊藤正次
- 阿部伊予守 - 児玉謙次
- 粥川仁兵衛 - 平野稔
- 渡辺外記 - 矢野宣
- 別府弥格 - 平林尚三
- 猪子庄九郎 - 佐和たかし
- 宇都宮東馬 - 福田勝洋
- 宮部半左衛門 - 荒木優騎
- 依田和泉守 - 高橋長英
- 青木次郎九郎 - 内藤武敏
- 秋山亀之助 - 尾美としのり
- 金森頼錦 - 河原崎建三

他

## 製作
映画『郡上一揆』の原作は、岐阜の劇団はぐるまのこばやしひろしが1964年に製作した戯曲『郡上の立百姓』である。1965年には第二次訪中日本新劇団公演のレパートリーに採用され、主役の定次郎は滝沢修が演じ、評判となった。戯曲郡上の立百姓はその後も折に触れて公演がなされ、映画監督山本薩夫から映画化の話も出て実際にシナリオまで作られたものの、山本監督の死去により立ち消えとなった。
岐阜県の農家出身の映画監督神山征二郎は、少年の頃からかつて郷里で起き、幕府を揺るがした大事件である郡上一揆への強い関心を持っていた。神山監督は1994年には岐阜県白鳥町を舞台とした映画『さくら』を完成させ、そのことがきっかけとなって、『さくら』の舞台と同じ白鳥町など郡上郡一帯を揺るがした大事件である郡上一揆の映画化が本格化することになる。1997年7月に郡上郡文化協会連合会が郡上一揆の映画化構想を発表し、1998年3月5日には郡上一揆の映画化を目指す通称「郡上義民の会」が発足した。
映画『郡上一揆』は4億円の製作費を支援団体からの寄付や義援金などで集めることになった。協力を約束していた支援団体の撤退などがあり、1999年3月のクランクインが1年延期される事態も発生したが、2000年3月16日に岐阜市内で製作発表が行われ、翌3月17日には白鳥町の義民記念碑前で俳優、スタッフ総勢で安全祈願を行った後、クランクインとなった。結局資金問題についてはJAグループの全面協力を仰ぎ、解決していった。
撮影は地元自治体や岐阜県の協力を受け、多くのボランティアの協力のもと進められた。また、この映画の特徴の一つとして、大衆運動一揆をテーマとするにふさわしく、延べ人数で3500人に及ぶエキストラが動員された。特に長滝白山神社で撮影が行われた強訴の場面では、約1000人のエキストラが登場し、また評定所での一揆の判決言い渡しの場面では岐阜県知事の梶原拓が老中堀田相模守役のエキストラとして参加した。
映画『郡上一揆』完成の4年後にあたる2004年には、同じ神山征二郎監督による映画『草の乱』が発表された。『草の乱』は埼玉県秩父郡の農民が時の明治政府に対して蜂起した秩父事件を取り上げた映画であり、映画『郡上一揆』に触発されて地元秩父から映画製作運動が起こり、『郡上一揆』と同じく巨額の資金を集め、延べにして約8000人のエキストラが参加して完成に漕ぎつけた。